# 殷高路站
殷高路站位于中华人民共和国上海市宝山区高境镇与杨浦区新江湾城街道交界国权北路、殷高路与殷高东路交叉口，是上海地铁18号线的地铁车站。本站现作为第三批试行“闸机常开”模式的车站之一。

## 车站结构
| 地面层   | 出入口             | 1-3出入口                        |  |  |
| 地下一层 | 站厅               | 票务服务、自动售票机、人工服务台 |  |  |
| 地下二层 | ②站台              | █ 18号线 往长江南路（终点站）    |  |  |
|          | 岛式站台，左侧开门 |                                  |  |  |
|          | ①站台              | █ 18号线 往航头（上海财经大学）  |  |  |

### 车站出口
殷高路站共有3个出入口，各出入口如下所示：
| 出口编号            | 出口指示 | 照片 |
| ------------------- | -------- | ---- |
| 1 · 出口            | 国权北路 |      |
| 2 · 出口            | 殷高东路 |      |
| 3 · 出口 · （设有） | 殷高路   |      |
| 图例： 设有         |          |      |